# Joan Bordàs

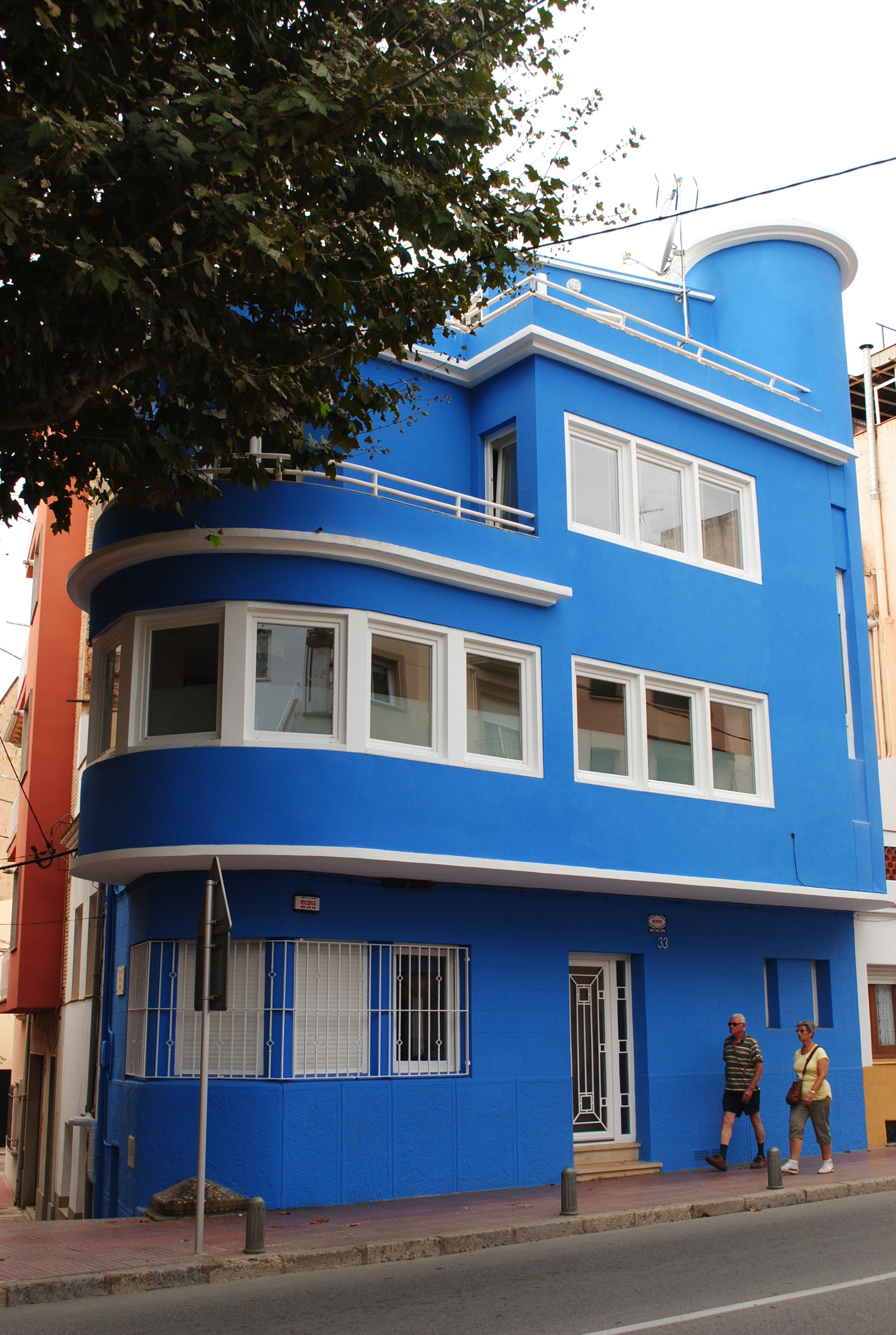
La Casa Dawson, de Joan Ladrara, a santo Feliu de Guíxols

Joan Bordàs i Salellas (Figueras, 1888-Barcelona, 7 de julio de 1961) fue un arquitecto español, de origen catalán.

## Biografía
Bordàs era hermano del médico Francesc Bordàs i Salellas. Titulado en Barcelona en 1910, la mayor parte de su actividad se desarrolló en Sant Feliu de Guíxols, de donde fue arquitecto asesor del Ayuntamiento desde 1914 hasta 1955, ininterrumpidamente.

## Trayectoria
Entre los proyectos de urbanización que llevó a cabo destacan la ordenación de los dos paseos de Sant Feliu (1943) y la construcción del muro de defensa de la playa (1945). Entre los edificios que proyectó sobresalen la fábrica de tapones de corcho La Suberina (1919-1923), la reforma de los famosos Banys de Sant Telm (1922), el Mercado cubierto (1929-1930), el "Casino Guixolense" o "de los señores" (1932), la casa Ríes, la casa Dawson (1941) y la casa Arxer (1947).
Sus comienzos están influidos por el modernismo tardío, pero el estilo de sus obras de plenitud y madurez acusa una marcada influencia del art déco.
Fue también director y profesor de la Escuela de Artes y Oficios de Sant Feliu.
Fuera de Sant Feliu, realizó el proyecto de la Torre de los Pájaros, en Caldes de Malavella (1949).
Colaboró a las revistas Vell i nou y en la Revista Nueva y en otros publicaciones locales. Es autor de una monografía sobre los arquitectos de la basílica de San Pedro de la Ciudad del Vaticano (1969).